# Fetakgomo

Gemeindegebiet bis 2016

Wappen der Gemeinde

Fetakgomo war eine Gemeinde im Distrikt Sekhukhune, Provinz Limpopo in Südafrika. Verwaltungssitz war Apel. Der Gemeindename bezieht sich auf eine Sepedi-Redensart; es bedeutet Mitarbeit, um anderen zu helfen. Am 3. August 2016 wurde Fetakgomo mit Greater Tubatse zur Gemeinde Fetakgomo/Greater Tubatse vereinigt-
Zur Gemeinde gehörten die Ortschaften Apel, Baroka-Ba-Nkoana, Mampa, Masha Makopele, Mashabela, Matholeng, Phaahla, Sekhukhuneland, Tau-Nchabeleng und Zeekoegat. 2011 lebten 93.795 Einwohner auf einer Fläche von 1107 Quadratkilometern.
Das Motto ist Sepedi und lautet Tirišano Motheo wa tšwelopele.

## Sehenswürdigkeiten
- Potlake Game Reserve
- Sekhukhune Heritage Site
- Lenao la Modimo